# Ar’ara

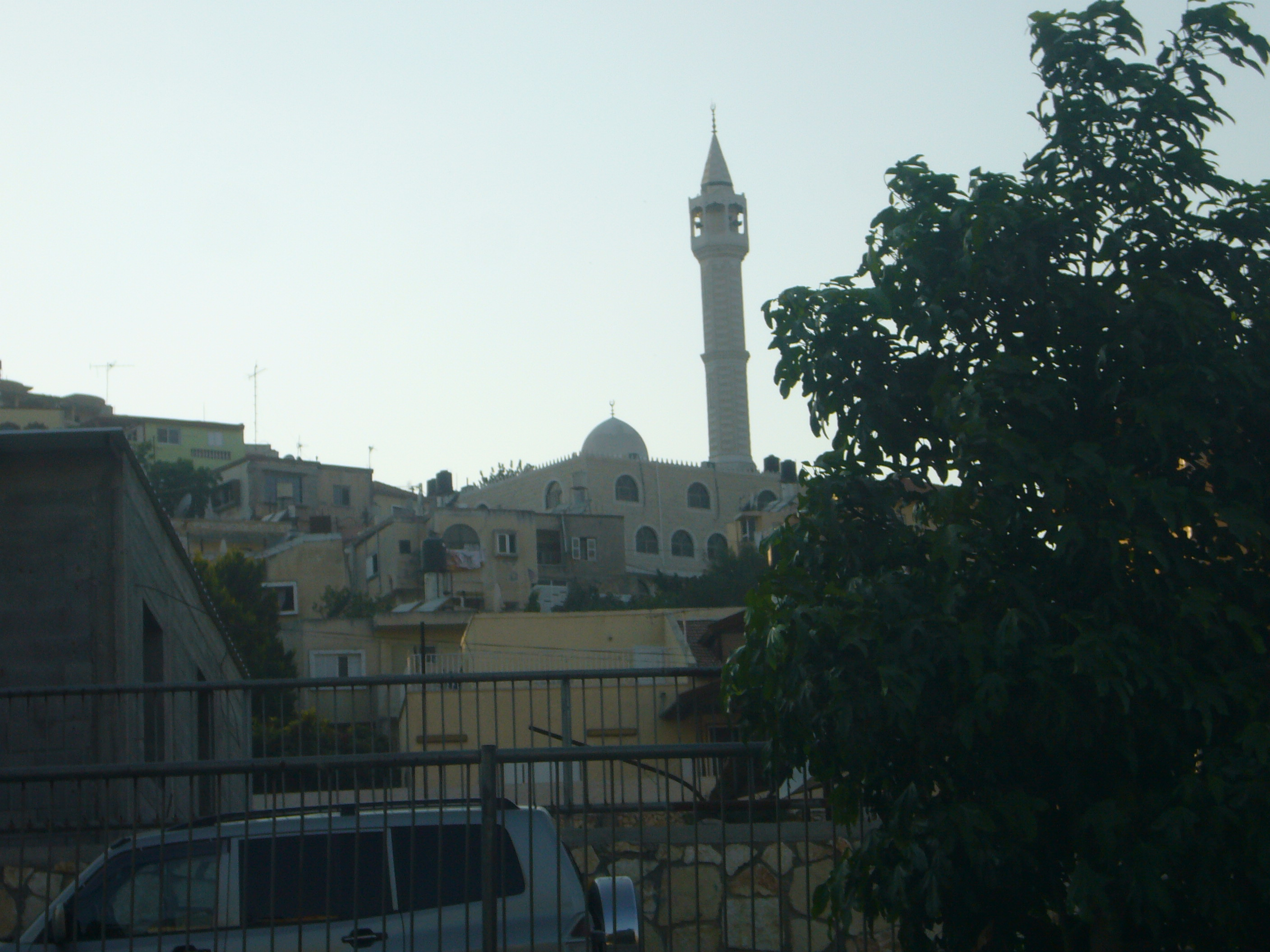
Moschee in ʿArʿara

ʿArʿara (hebräisch ערערה, arabisch عرعرة) ist eine Stadt in Israel. 2008 lag die Einwohnerzahl bei etwa 21.000, 2019 hatte der Ort 25.245 Einwohner. Sie liegt im Wadi ʿAra und so manche der arabisch-israelischen Einwohner identifizieren sich als Palästinenser.

## Geschichte
In ʿArʿara wurden Grabkomplexe aus römischer Zeit ausgegraben, in denen Tonlampen, Glasgefäße und Perlen gefunden wurden, die im 1. bis 4. Jahrhundert n. Chr. gebräuchlich waren. Es wurden in Felsen gehauene Gräber mit Nischen und Keramik aus byzantinischer Zeit gefunden. In der Kreuzfahrerzeit war der Ort als Castellum Arearum bekannt. ʿArʿara wurde wie die übrige Levante 1517 in das Osmanische Reich eingegliedert, und 1596 wurde ʿArʿara in den osmanischen Steuerregistern aufgeführt. Es hatte damals eine Bevölkerung von acht muslimischen Haushalten.
Bei der 1922 von den britischen Mandatsbehörden durchgeführten Volkszählung in Palästina hatte ʿArʿara eine Bevölkerung von 735 Einwohnern, allesamt Muslime, die bei der Volkszählung von 1931 auf 971 Einwohner, immer noch alles Muslime, in 150 Häusern anstieg.
Am Ende des Kriegs um Israels Unabhängigkeit hielten irakische Invasoren das heute Meschullasch genannte Gebiet, in dem auch ʿArʿara liegt. Das Königreich Irak zog im März 1949 seine Truppen unvermittelt ab, ohne sich mit Israel auf Bedingungen der Waffenruhe zu verständigen. So teilten dann Israel und Jordanien in ihrem Waffenstillstandsabkommen von 1949 auf Rhodos das von irakischen Truppen geräumte Gelände in gegenseitigem Einvernehmen auf und fixierten die Grüne Linie in ihrem Verlauf. ʿArʿara wurde Teil Israels. 
Donald Trumps Friedensplan von 2020 sah die Angliederung von Arʿara und anderer israelisch-arabischer Ortschaften an einen zukünftigen Staat Palästina vor. Dieser Plan stieß jedoch auf Ablehnung und wurde nicht weiter verfolgt. 

## Demografie
Im Jahr 2019 lebten 25.245 Einwohner in der Stadt. Davon waren lediglich 10 Juden und über 99,8 Prozent waren Palästinenser. Knapp 29 Prozent der Bevölkerung waren Kinder unter 15 Jahren.